# Société Astra

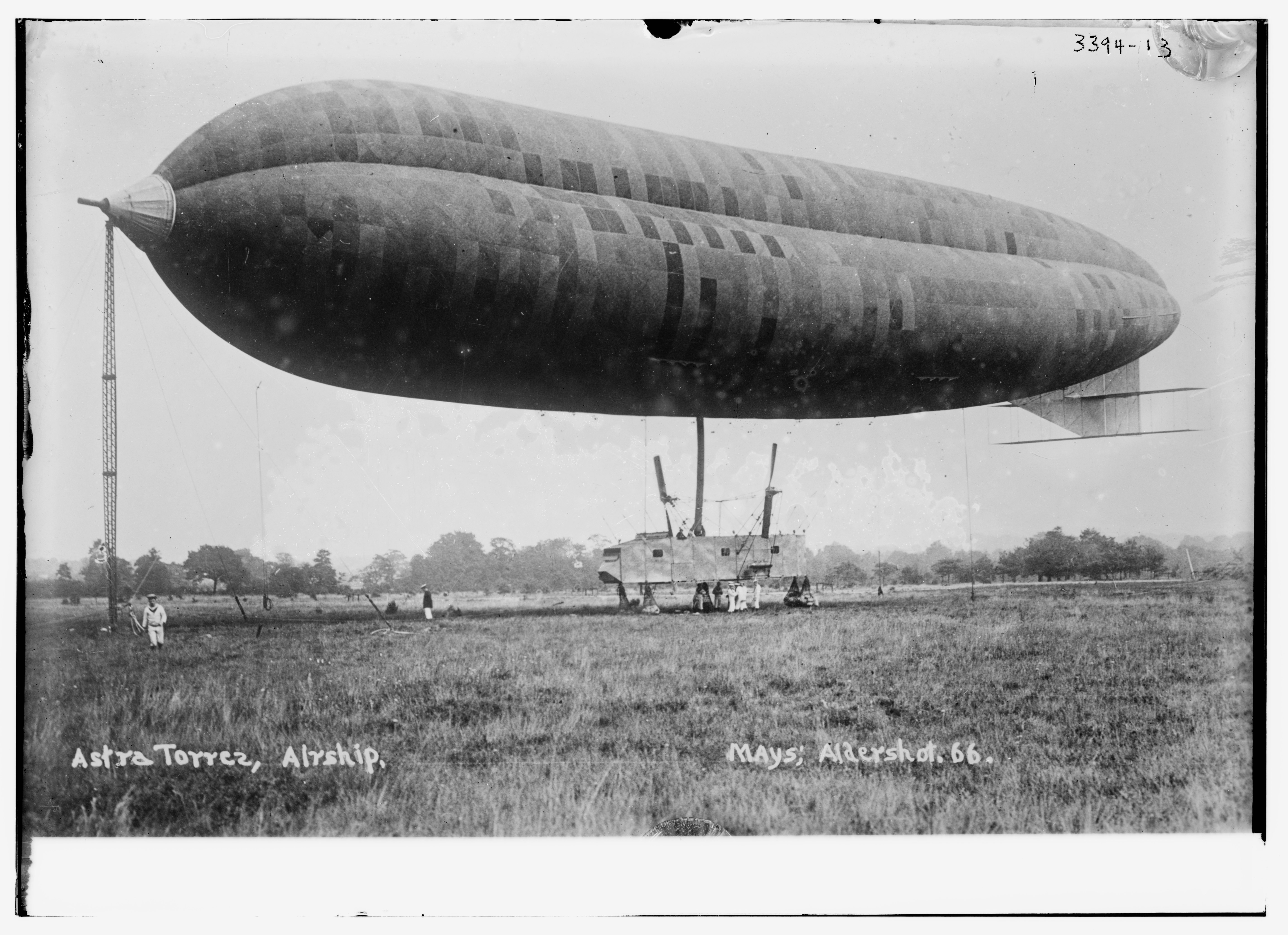
Astra-Torres luchtschip

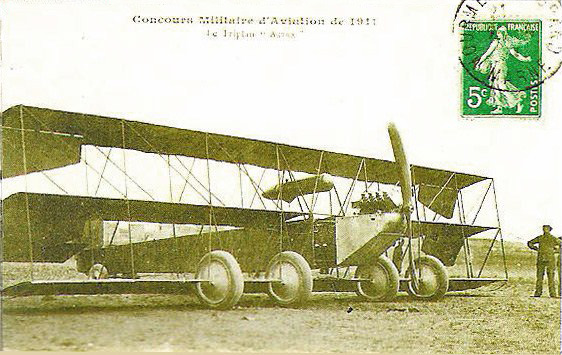
Astra driedekker tijdens een militaire demonstratie in 1911.

Société Astra des Constructions Aéronautiques was een Franse onderneming met als specialisatie luchtballonnen, luchtschepen en vliegtuigen.
De Société Astra des Constructions Aéronautiques werd opgericht in 1908 nadat Henri Deutsch de la Meurthe de werkplaatsen van Édouard Surcouf in Billancourt bij Parijs had overgenomen. Société Astra was voornamelijk actief met ballonnen en luchtschepen.
Vanaf 1909 produceerde het bedrijf onder licentie ook zwaarder-dan-lucht ontwerpen van de gebroeders Wright. Met deze vliegtuigbouwervaring werden in 1912 de Astra C en Astra CM op de markt gebracht. Het waren tweedekkers voor civiel of militair gebruik. Aanvankelijk gemaakt van hout, maar later kwamen er ook metalen versies. De motoren kwamen van Renault. Het was geen succes en in 1916 richtte het bedrijf zich weer op luchtschepen.
In samenwerking met de Spanjaard Leonardo Torres y Quevedo werden luchtschepen gebouwd die onder de naam Astra-Torres verkocht werden. De Britse Royal Navy en de Franse marine namen tussen 1916 en 1922 diverse luchtschepen in dienst.
In 1921 fuseerde het bedrijf met Nieuport. Dit bedrijf was ook in handen van Deutsch de la Meurthe. De twee gingen samen verder als Nieuport-Astra.